# Dansk Amatør-Orkesterforbund
|  | Sammenskrivningsforslag Artiklen Dansk Amatør-Orkesterforbund er foreslået føjet ind i Dansk Folkeoplysnings Samråd. (Siden juli 2019) Diskutér forslaget |

Dansk Amatør-Orkesterforbund forkortet DAO er en paraplyorganisation for amatørblæseorkestre fra Danmark. Medlemmer af organisationen er både big bands, brass bands og harmoniorkestre.
DAO er medlem af Dansk Folkeoplysnings Samråd.
Til DAOs aktiviteter hører afholdelsen af DM i brassband og DM i harmoniorkester.